# Tilhouse
Tilhouse é uma comuna francesa na região administrativa de Occitânia, no departamento dos Altos Pirenéus. Estende-se por uma área de 6,51 km². Em 2010 a comuna tinha 230 habitantes (densidade: 35,3 hab./km²).